# Ennada
Ennada là một chi bướm đêm thuộc họ Geometridae.

## Các loài
- Ennada arenosa
- Ennada blanchardi
- Ennada carnea
- Ennada cinerea
- Ennada deustata
- Ennada disticlaria
- Ennada flavaria Blanchard, 1852
- Ennada hyadesii
- Ennada innotata
- Ennada plana
- Ennada pellicata (Felder & Rogenhofer 1875)
- Ennada rosea
- Ennada squamosa
- Ennada subornata
- Ennada turbida